# 2394
Albums de Dorothée
Bercy 93
(1993) Nashville Tennessee
(1994)
2394 est le treizième album studio de Dorothée sorti en octobre 1993.
Cet album permet à la chanteuse de se produire, pour une quatrième série de concerts, sur la scène de Bercy, lors de 10 représentations du 15 au 26 janvier 1994, ainsi que dans une tournée en France métropolitaine et dans les DOM-TOM.
L'album contient la chanson Marjolaine et Nicolas, suite du titre Nicolas et Marjolaine, qui figurait sur l'album Tremblement de terre, quatre ans plus tôt. 
Le troisième single extrait, Chanson pour un garçon, existe en deux versions dont une acoustique à la guitare sèche.

## Titres
| No  | Titre                                    | Durée |
| --- | ---------------------------------------- | ----- |
| 1.  | 2394                                     |       |
| 2.  | Si mon cœur avait su                     |       |
| 3.  | Même                                     |       |
| 4.  | Chanson pour un garçon                   |       |
| 5.  | D'un ange                                |       |
| 6.  | Valise raggamuffin                       |       |
| 7.  | Pas peur des coups                       |       |
| 8.  | Marjolaine et Nicolas                    |       |
| 9.  | Si j'ai menti                            |       |
| 10. | La planète bleue                         |       |
| 11. | Une chanson                              |       |
| 12. | Ho doulou (chanson bête)                 |       |
| 13. | Cool cool, c'est l'amour                 |       |
| 14. | Toute ma vie, j'ai chanté du rock'n'roll |       |

## Singles
- 2394 (octobre 1993)
- Si j'ai menti / Marjolaine et Nicolas (février 1994)
- Chanson pour un garçon (mai 1994)

## Crédits
- Paroles : Jean-François Porry.
- Musiques : Jean-François Porry / Gérard Salesses.
- Sauf Si j'ai menti : Paroles et musique : Michel Jourdan / Jean-François Porry / Gérard Salesses.